# Kovčínský rybník
Kovčínský rybník je se svoji rozlohou 104,0 ha[zdroj⁠?!] největší rybník Plzeňského kraje.[zdroj⁠?!] Nachází se u obce Kovčín v okrese Klatovy. Jeho západní břeh lemuje železniční trať Plzeň – České Budějovice. 
Rybník neslouží k rekreaci.